# Vĩnh Thường
Vĩnh Thường (tiếng Trung: 永瑺 hay 永常; 1737 – 1788) là một hoàng thân của nhà Thanh trong lịch sử Trung Quốc, người thừa kế 1 trong 12 tước vị Thiết mạo tử vương.

## Cuộc đời
Vĩnh Thường sinh vào giờ Sửu, ngày 26 tháng 2 (âm lịch) năm Càn Long thứ 2 (1737), trong gia tộc Ái Tân Giác La. Ông là con trai trưởng của Trang Thân vương Hoằng Phổ - con trai thứ hai của Trang Khác Thân vương Dận Lộc. Mẹ ông là Trắc Phúc tấn Quách thị (郭氏).
Năm Càn Long thứ 8 (1743), tháng 7, ông được phong làm Phụng ân Phụ quốc công. Năm thứ 20 (1755), tháng 7, được phép hành tẩu tại Càn Thanh môn. Năm thứ 21 (1756), tháng 4, quản lý sự vụ Kiện Duệ doanh. Năm thứ 22 (1757), tháng giêng, quản lý sự vụ Loan Hưng nha (鑾興衙). Tháng 7 cùng năm, nhậm chức Phó Đô thống Mãn Châu Tương Hoàng kỳ. Năm thứ 26 (1761), tháng 2, điều làm Phó Đô thống Hán quân Tương Hoàng kỳ. Tháng 6 năm thứ 32 (1767), ông nội của ông là Trang Khác Thân vương Dận Lộc qua đời, ông được thế tập tước vị Trang Thân vương đời thứ 5. Sau đó ông quản lý sự vụ của Đô thống Mông Cổ Tương Hoàng kỳ. Tháng 10, ông kiêm quản lý sự vụ Nhạc bộ (樂部). Năm thứ 34 (1769), tháng 10, quản lý Chính Hoàng kỳ Giác La học.
Năm thứ 38 (1773), tháng 9, thụ Chính Bạch kỳ Lĩnh thị vệ Nội đại thần. Sang tháng 11 cùng năm, ông quản lý sự vụ của Tông Nhân phủ. Năm thứ 39 (1774), tháng 9, quản lý tả hữu Lưỡng dực Tông học (左右两翼宗學). Năm thứ 41 (1776), tháng 12, điều làm Ngọc Điệp quán Tổng tài. Năm thứ 42 (1777), tháng 6, thăng làm Đô thống Mãn Châu Chính Hoàng kỳ. Năm thứ 47 (1782), tháng 2, ông phụng chỉ được hành tẩu trong nội đình. Năm thứ 48 (1783), ông thay quyền Tương Hoàng kỳ Lĩnh thị vệ Nội đại thần. Năm thứ 53 (1788), giờ Tỵ, ngày 11 tháng 2 (âm lịch), ông qua đời, thọ 51 tuổi, được truy thụy Trang Thận Thân vương (莊愼親王).

## Tương quan
Ông vốn tên là Vĩnh Tông (永琮), nhưng vì Càn Long Đế sử dụng chữ "Tông" để đặt tên cho Thất a ca nên đã ra chỉ dụ yêu cầu ông đổi tên thành Vĩnh Thường.
| “                   | 谕履亲王, 庄亲王等, 今日朕阅瀛台赐宴王公等进呈纪恩诗内, 有名永琮者. 朕昨与七阿哥命名用琮字. 则上下二字俱同. 着将外间永琮改名永 瑺. 再敬事房所收永字辈字样. 系何年拟定. 曾否向外廷传知. 如未经传交. 即是当年总管等遗漏. 尔等检查外间重用内廷字样. 或系赏出. 或系王公等自行命名. 如系赏出. 何以不于收贮字样摺内注销. 其错误自在总管等. 若系王公等自行命名. 明知此字系内廷拟定. 因何复行检用. 王公等亦有不合. 并着王等, 查外间所起名字. 与内廷所收字样重复者. 共有几人. 现在俱毋庸另改. 即将摺内字样注销. 嗣后外间起名. 不得复用内廷拟定字样. . Dụ Lý Thân vương, Trang Thân vương đẳng, kim nhật Trẫm duyệt doanh thai tứ yến vương công đẳng tiến trình kỷ ân thi nội, hữu danh Vĩnh Tông giả. Trẫm tạc dữ Thất a ca mệnh danh dụng Tông tự. Tắc thượng hạ nhị tự câu đồng. Trứ tương ngoại gian Vĩnh Tông cải danh Vĩnh Thường. Tái kính sự phòng sở thu Vĩnh tự bối tự dạng. Hệ hà niên nghĩ định. Tằng phủ hướng ngoại đình truyện tri. Như vị kinh truyện giao. Tức thị đương niên Tổng quản đẳng di lậu. Nhĩ đẳng kiểm tra ngoại gian trọng dụng nội đình tự dạng. Hoặc hệ thưởng xuất. Hoặc hệ vương công đẳng tự hành mệnh danh. Như hệ thưởng xuất. Hà dĩ bất vu thu trữ tự dạng triệp nội chú tiêu. Kỳ thác ngộ tự tại Tổng quản đẳng. Nhược hệ vương công đẳng tự hành mệnh danh. Minh tri thử tự hệ nội đình nghĩ định. Nhân hà phục hành kiểm dụng. Vương công đẳng diệc hữu bất hợp. Tịnh trứ vương đẳng, tra ngoại gian sở khởi danh tự. Dữ nội đình sở thu tự dạng trọng phục giả. Cộng hữu kỷ nhân. Hiện tại câu vô dong lánh cải. Tức tương triệp nội tự dạng chú tiêu. Tự hậu ngoại gian khởi danh. Bất đắc phục dụng nội đình nghĩ định tự dạng. | ” |
| — Cao Tông thực lục | |   |

## Gia quyến
- Đích Phúc tấn: Hoàn Nhan thị (完顏氏), con gái của Tả đô Ngự sử Hàng Y Lộc (杭伊祿).
- Con thừa tự: Miên Khóa (綿課; 1763 – 1826), là con trai trưởng của Tam đẳng Phụng quốc Tướng quân Vĩnh Kha (永珂) - em trai thứ hai của ông. Năm 1788 được cho làm con thừa tự và được thế tập tước vị Trang Thân vương (莊親王). Sau khi qua đời được truy thụy Trang Tương Thân vương (莊襄親王). Có mười ba con trai.